# Lac Henri
Lac Henri är en sjö i Kanada.   Den ligger i regionen Saguenay–Lac-Saint-Jean och provinsen Québec, i den östra delen av landet, 600 km nordost om huvudstaden Ottawa. Lac Henri ligger 413 meter över havet. Arean är 3,5 kvadratkilometer. Den sträcker sig 3,6 kilometer i nord-sydlig riktning, och 2,9 kilometer i öst-västlig riktning.
I omgivningarna runt Lac Henri växer i huvudsak barrskog. Trakten runt Lac Henri är nära nog obefolkad, med mindre än två invånare per kvadratkilometer.